# Liste des jardins portant le label Jardin remarquable en Île-de-France
Cet article recense les jardins possédant le label « jardin remarquable » en Île-de-France, en France.
Au début 2024, la région compte 42 jardins ainsi labellisés.

## Liste
| Jardin                                        | Département       | Commune                  | Année | Coordonnées                 | Photo |
| --------------------------------------------- | ----------------- | ------------------------ | ----- | --------------------------- | ----- |
| Jardin du Palais-Royal                        | Paris             | Paris 01                 | 2005  | 48° 51′ 45″ N, 2° 20′ 12″ E |       |
| Palais du Louvre et jardin des Tuileries      | Paris             | Paris 01                 | 2019  | 48° 51′ 42″ N, 2° 20′ 01″ E |       |
| Arboretum de Paris                            | Paris             | Paris 12                 | 2015  | 48° 49′ 48″ N, 2° 27′ 05″ E |       |
| Jardins de l'École Du Breuil                  | Paris             | Paris 12                 | 2014  | 48° 49′ 48″ N, 2° 27′ 05″ E |       |
| Parc floral de Paris                          | Paris             | Paris 12                 | 2018  | 48° 50′ 25″ N, 2° 26′ 11″ E |       |
| Jardin des serres d'Auteuil                   | Paris             | Paris 16                 | 2021  | 48° 50′ 52″ N, 2° 15′ 08″ E |       |
| Parc de Bagatelle                             | Paris             | Paris 16                 | 2018  | 48° 51′ 50″ N, 2° 14′ 23″ E |       |
| Domaine national de Champs-sur-Marne          | Seine-et-Marne    | Champs-sur-Marne         | 2004  | 48° 51′ 09″ N, 2° 36′ 18″ E |       |
| Jardin du Moulin Jaune                        | Seine-et-Marne    | Crécy-la-Chapelle        | 2015  | 48° 51′ 42″ N, 2° 53′ 22″ E |       |
| Jardin-musée Bourdelle                        | Seine-et-Marne    | Égreville                | 2018  | 48° 11′ 03″ N, 2° 51′ 35″ E |       |
| Domaine national de Fontainebleau             | Seine-et-Marne    | Fontainebleau            | 2004  | 48° 24′ 10″ N, 2° 41′ 47″ E |       |
| Parc du château de Vaux-le-Vicomte            | Seine-et-Marne    | Maincy                   | 2004  | 48° 34′ 04″ N, 2° 42′ 55″ E |       |
| Roseraie de Provins                           | Seine-et-Marne    | Provins                  | 2015  | 48° 33′ 53″ N, 3° 17′ 40″ E |       |
| Jardin du Point du Jour                       | Seine-et-Marne    | Verdelot                 | 2011  | 48° 53′ 28″ N, 3° 22′ 06″ E |       |
| Arboretum de Versailles-Chèvreloup            | Yvelines          | Le Chesnay-Rocquencourt  | 2018  | 48° 49′ 53″ N, 2° 06′ 46″ E |       |
| Parc du château de Breteuil                   | Yvelines          | Choisel                  | 2004  | 48° 40′ 47″ N, 2° 01′ 29″ E |       |
| Domaine national de Marly-le-Roi              | Yvelines          | Marly-le-Roi             | 2022  | 48° 51′ 32″ N, 2° 06′ 20″ E |       |
| Domaine national de Rambouillet               | Yvelines          | Rambouillet              | 2004  | 48° 38′ 18″ N, 1° 51′ 02″ E |       |
| Domaine national de Saint-Germain-en-Laye     | Yvelines          | Saint-Germain-en-Laye    | 2007  | 48° 53′ 51″ N, 2° 05′ 40″ E |       |
| Parc du château de Thoiry                     | Yvelines          | Thoiry                   | 2007  | 48° 51′ 54″ N, 1° 47′ 45″ E |       |
| Domaine national du château de Versailles     | Yvelines          | Versailles               | 2004  | 48° 48′ 03″ N, 2° 07′ 21″ E |       |
| Jardins familiaux des Petits-Bois             | Yvelines          | Versailles               | 2015  | 48° 48′ 25″ N, 2° 09′ 23″ E |       |
| Potager du Roi                                | Yvelines          | Versailles               | 2004  | 48° 47′ 50″ N, 2° 07′ 22″ E |       |
| Parc de Chamarande                            | Essonne           | Chamarande               | 2004  | 48° 30′ 50″ N, 2° 13′ 08″ E |       |
| Parc du château de Courances                  | Essonne           | Courances                | 2004  | 48° 26′ 29″ N, 2° 28′ 33″ E |       |
| Parc de Courson                               | Essonne           | Courson-Monteloup        | 2004  | 48° 36′ 01″ N, 2° 08′ 50″ E |       |
| Domaine départemental de Méréville            | Essonne           | Le Mérévillois           | 2019  | 48° 19′ 10″ N, 2° 05′ 17″ E |       |
| Parc du château de Saint-Jean de Beauregard   | Essonne           | Saint-Jean-de-Beauregard | 2004  | 48° 39′ 50″ N, 2° 10′ 07″ E |       |
| Arboretum de la Vallée-aux-Loups              | Hauts-de-Seine    | Châtenay-Malabry         | 2004  | 48° 46′ 24″ N, 2° 16′ 04″ E |       |
| L'Île Verte                                   | Hauts-de-Seine    | Châtenay-Malabry         | 2011  | 48° 46′ 25″ N, 2° 16′ 14″ E |       |
| Parc de la Vallée-aux-Loups                   | Hauts-de-Seine    | Châtenay-Malabry         | 2004  | 48° 46′ 24″ N, 2° 16′ 04″ E |       |
| Domaine de la Malmaison                       | Hauts-de-Seine    | Rueil-Malmaison          | 2004  | 48° 52′ 32″ N, 2° 10′ 52″ E |       |
| Domaine national de Saint-Cloud               | Hauts-de-Seine    | Saint-Cloud              | 2004  | 48° 50′ 16″ N, 2° 13′ 00″ E |       |
| Parc de Sceaux                                | Hauts-de-Seine    | Sceaux                   | 2004  | 48° 46′ 34″ N, 2° 17′ 44″ E |       |
| Jardins des murs à pêches                     | Seine-Saint-Denis | Montreuil                | 2019  | 48° 51′ 49″ N, 2° 27′ 18″ E |       |
| Roseraie du Val-de-Marne                      | Val-de-Marne      | L'Haÿ-les-Roses          | 2011  | 48° 46′ 37″ N, 2° 20′ 03″ E |       |
| Domaine d'Ambleville                          | Val-d'Oise        | Ambleville               | 2004  | 49° 09′ 00″ N, 1° 41′ 48″ E |       |
| Parc de l'abbaye de Royaumont                 | Val-d'Oise        | Asnières-sur-Oise        | 2004  | 49° 08′ 51″ N, 2° 23′ 05″ E |       |
| Domaine de Villarceaux                        | Val-d'Oise        | Chaussy                  | 2004  | 49° 07′ 19″ N, 1° 41′ 55″ E |       |
| Jardin de campagne                            | Val-d'Oise        | Grisy-les-Plâtres        | 2011  | 49° 07′ 41″ N, 2° 03′ 03″ E |       |
| Potager fruitier du château de La Roche-Guyon | Val-d'Oise        | La Roche-Guyon           | 2011  | 49° 04′ 53″ N, 1° 37′ 44″ E |       |
| Jardin du musée de l'Outil                    | Val-d'Oise        | Wy-dit-Joli-Village      | 2019  | 49° 06′ 11″ N, 1° 50′ 08″ E |       |